# 31 février

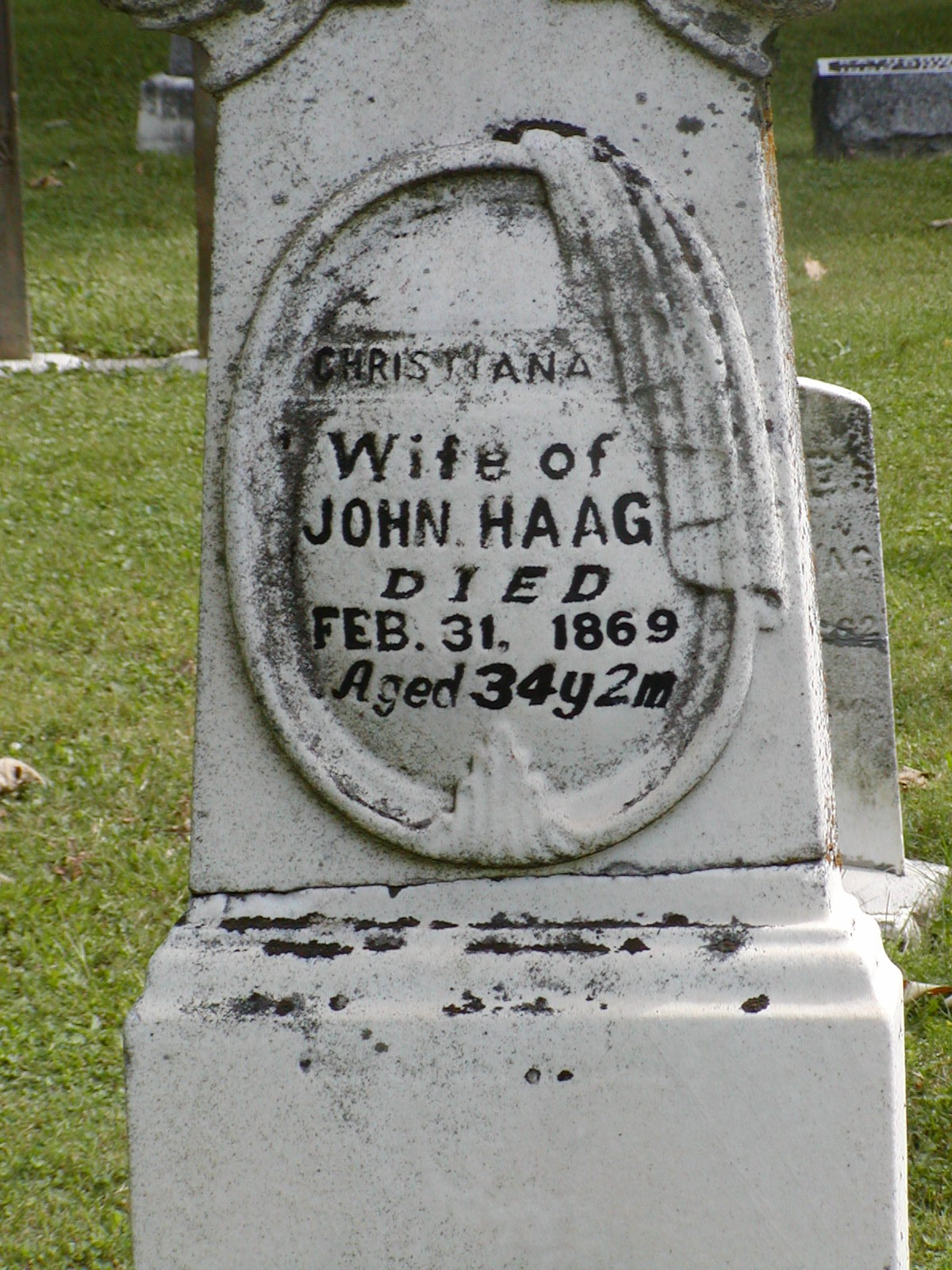
Pierre tombale dans le cimetière de l’église de la Vieille Mission à Upper Sandusky, Ohio (États-Unis).

Le 31 février est une date imaginaire du calendrier, présente à ce titre dans plusieurs œuvres de (science-)fictions souvent nimbées de fantastique et/ou de « mystère(s) » voire d’humour.

## Exemples

### Littérature
- Le 31 février, de Julian Symons (éditions Plon, coll. « Nuit Blanche », no 11, année 1950), roman traduit de l'anglais The 31st of February par Henriette de Sarbois).
- Le 32 juillet, par Kurt Steiner (éditions Fleuve noir, coll. « Anticipation », no 146, année 1959) et ses dates plus ou moins à l'image du 31 février.
- Un certain 31 février et autres nouvelles singulières, de Henri Maisongrande (éditions Charles Corlet, coll. « Runes », 1994  (ISBN 2-85480-600-X)).
- XXe ciel.com, œuvre graphique (bande dessinée en grande partie) d'Yslaire, en quatre tomes et une introduction dans lesquels ce quantième imaginé pour février (des années 1917, 1942, 1989 — date de publication du dernier numéro de la revue tout aussi imaginaire « Le XXe Ciel » —, 1997, 1998 et 1999 du XXe siècle) fait partie de plusieurs dates de 31 fictives (les 31 avril, 31 juin, 31 septembre, 31 novembre, à rapprocher néanmoins de dates du projet de calendrier universel), contribuant ainsi à son étrangeté historico-fantastico-psychanalytique.
- 31 février, de Hafid Aboulahyane (éditions Plon, coll. « Littérature Française », année 2014)

### Télévision voire cinéma
The Thirty-First of February (Le trente-et-un février), quinzième épisode de la série télévisée The Alfred Hitchcock Hour (1962-1965).

### Radio en ligne
Artifice informatique utilisé par « Radio France » dans ses grilles de programmes, ayant renvoyé en réalité directement vers la page de programmes d'un 2 mars d'une même année.

### Humour
À rapprocher d'expressions courantes comme :
- (tous) le(s) 36 du mois,
- les calendes grecques,
- la saint-Glinglin,
- la semaine des quat' (quatre) jeudis.